# Чисана (аэропорт)
Аэропорт Чисана (англ. Chisana Airport), (ИАТА: CZN, FAA LID: CZN) — государственный гражданский аэропорт, расположенный в районе Чисана (Аляска), США.
Деятельность аэропорта субсидируется за счёт средств Федеральной программы США Essential Air Service (EAS) по обеспечению воздушного сообщения между небольшими населёнными пунктами страны.